# 17 let Oktjabrja
17 let Oktjabrja (russisch 17 лет Октября, adygeisch Октябрэм ия 17 илъэс) ist ein Dorf (chutor) in Südrussland. Es gehört zur Republik Adygeja und hat 190 Einwohner (Stand 2019). Im Ort gibt es zwei Straßen.
17 let Oktjabrja liegt 18 Straßenkilometer nördlich von Tulski (dem Verwaltungszentrum des Rajons). Mafechabl ist der nächstgelegene ländliche Ort.  